# Staroźreby
Staroźreby – wieś sołecka w Polsce położona w województwie mazowieckim, w powiecie płockim, w gminie Staroźreby.
| SIMC    | Nazwa              | Rodzaj    |
| ------- | ------------------ | --------- |
| 0577076 | Staroźreby-Kolonia | część wsi |

W latach 1975–1998 miejscowość administracyjnie należała do województwa płockiego.
Miejscowość jest siedzibą gminy Staroźreby.

## Rys historyczny
Staroźreby, położone na 24 kilometrze drogi biegnącej z Płocka na północny wschód do Góry – ku trasie Bydgoszcz-Warszawa. Jest to nieomal centralne miejsce regionu okolonego dolinami Skrwy, Wkry i Wisły. Z dość dużej terytorialnie parafii, jaką była jedenastowieczna Zagroba, została utworzona nowa struktura parafialna, mianowicie Staroźreby. Nazwa miejscowości Staroźreby, składa się z dwóch członów – „Stary” oraz „Źrzeb”. Staropolskie wyrażenie „źrzeb”, a nowopolskie „źreby” znaczyło dział ziemi, miarę roli, łan. Była to zatem nazwa kultowa oznaczająca wydzielony kawał ziemi dla pierwszego osadźcy. W okresie piastowskim była to stara wieś książęca, stanowiąca niegdyś prawdopodobnie całość z kluczową barokową wsią Woźnikami. Ślady stałej obecności człowieka  w okolicach Staroźreb w granicach tutejszej gminy – jak wskazują wykopaliska – pochodzą z XI-XII w.

## Herb Staroźreb
Herbem gminy jest „tarcza w kolorze zielonym, podzielona linią określającą rozmiary łanu, staropolskiej miary gruntu, zwanej też zrębem, który otoczony jest 6 drzewami, przedzielonymi 5 pniakami. W środku pola stoi neogotycka brama w kolorze białym, z krzyżem na szczycie, prowadząca do pałacu w Staroźrebach. Nad bramą korona książęca” .

## Zabytki
- Pałac, zbudowany w stylu klasycystycznym około 1800 roku przez architekta warszawskiego Hilarego Szpilowskiego. Fasadę wyróżnia czterokolumnowy portyk podtrzymujący fronton z herbami Pobóg (po lewej) właścicieli – Bromirskich i Jastrzębiec (po prawej) Porczyńskich. Rezydencja powstała dla Onufrego i Ludwiki Bromirskich. We wnętrzach zachowały się malowidła pędzla Władysława Bończy-Rutkowskiego. Pałac otacza zaniedbany park z licznymi stawami (teren prywatny).
- Kościół parafialny pw. Aniołów Stróżów. Pierwsza świątynia powstała już w XIV wieku. z fundacji Stanisława Grada ze Szreńska. Kolejne kościoły budowane lub odnawiane były w XVI, XVIII i XX wieku. Wewnątrz znajdują się m.in. barokowa chrzcielnica z XVII wieku, monstrancja z XIX wieku. Przy kościele XIX-wieczna dzwonnica.
- Dawny zajazd z pierwszej połowy XIX wieku (ul. Płocka 5)
- Stare młyny. Pierwszy z 1936 roku, oraz dawny młyn parowy (obecnie elektryczny) z 1918 roku.

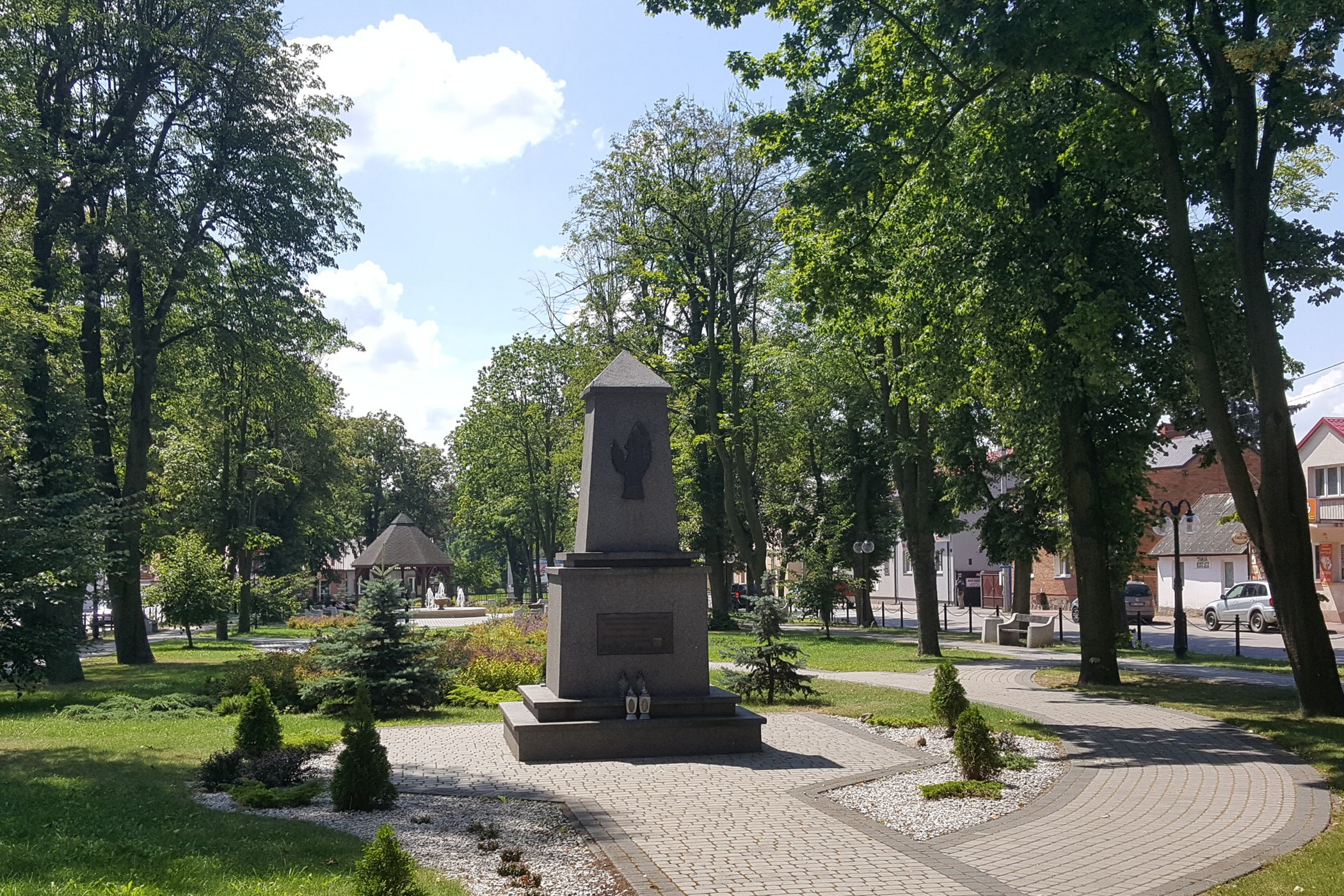
Pomnik "Mieszkańcom Gminy Staroźreby poległym i pomordowanym w latach 1939-1945".

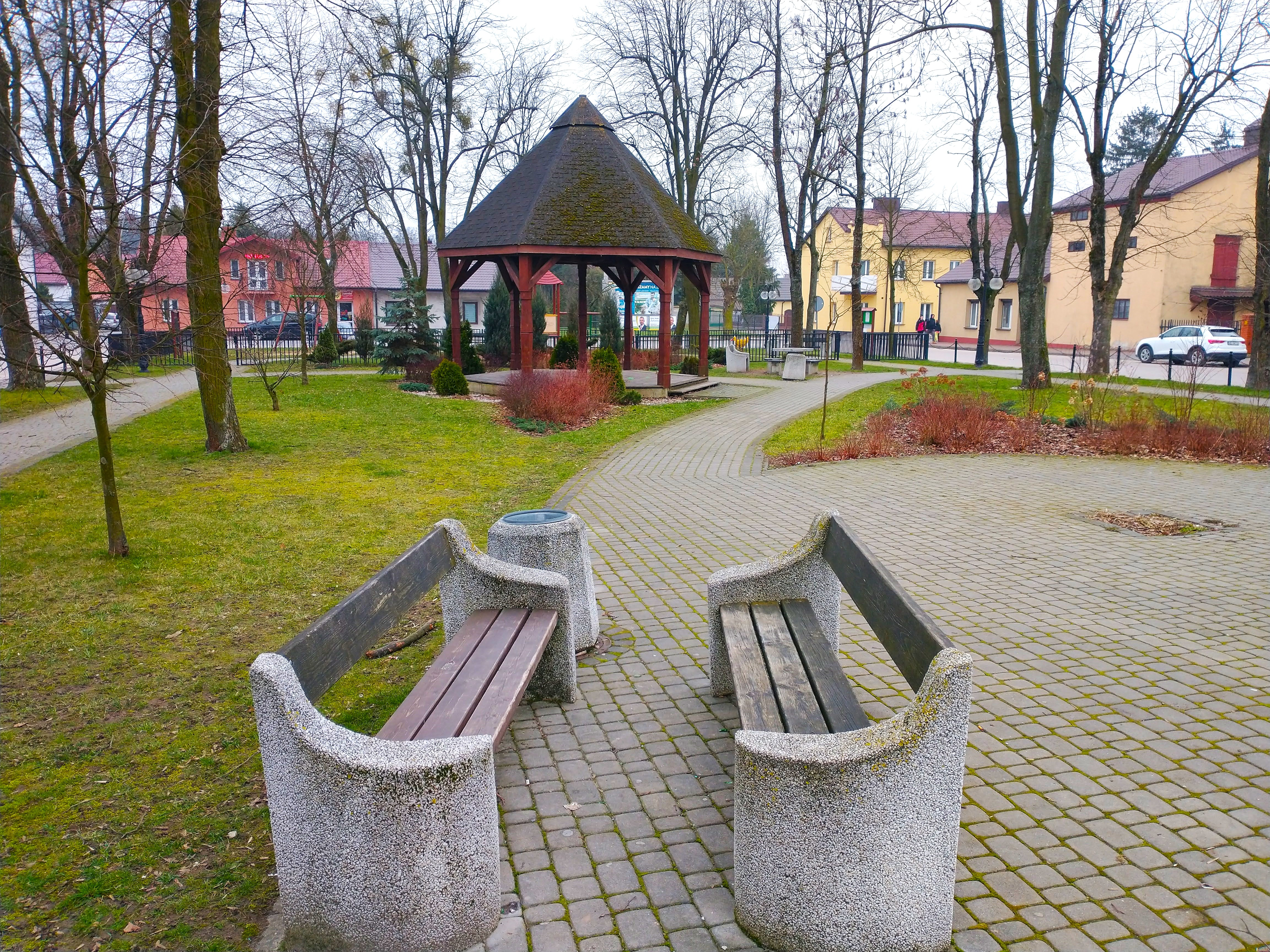
Centralna część rynku

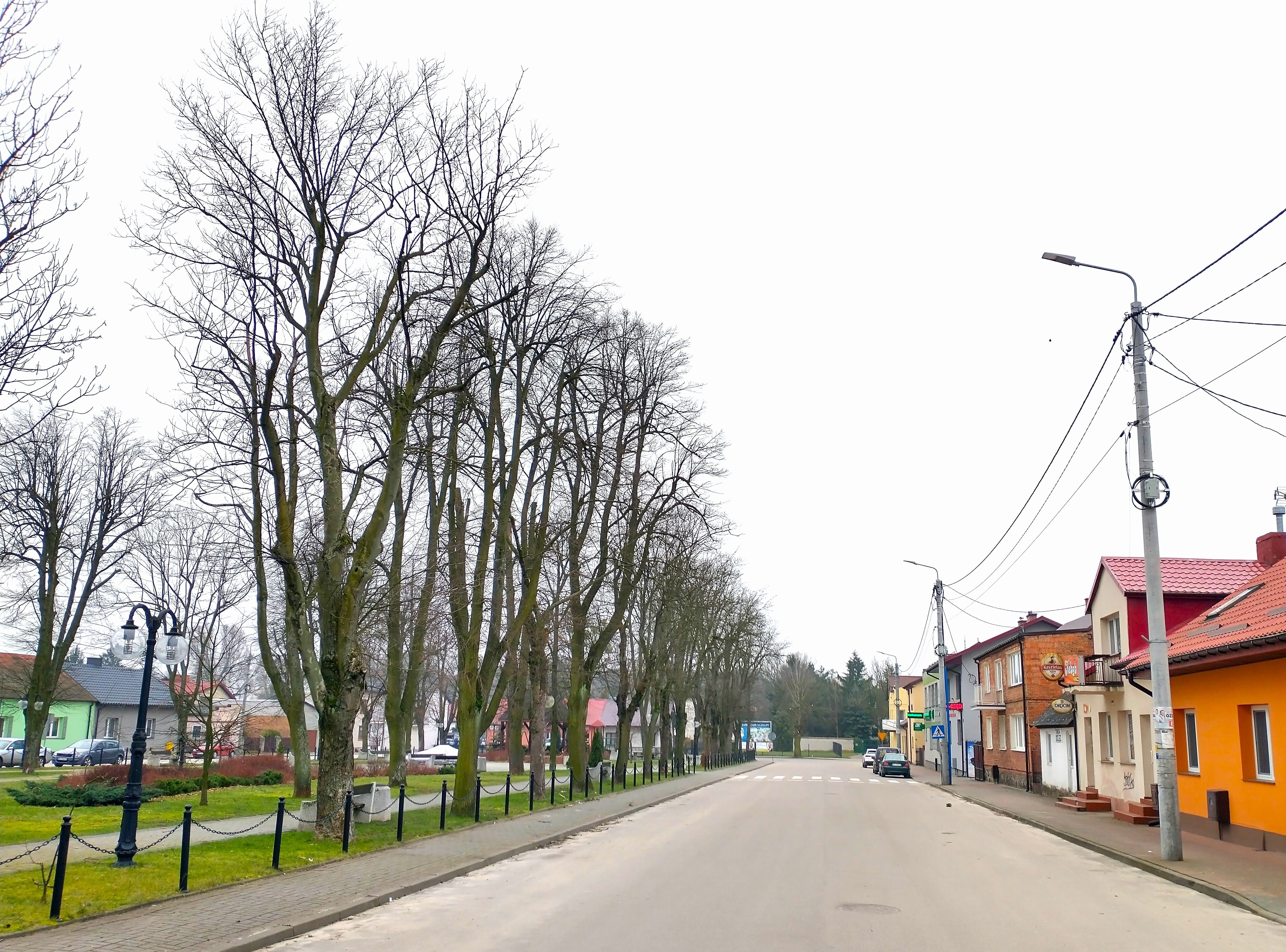
Fragment rynku

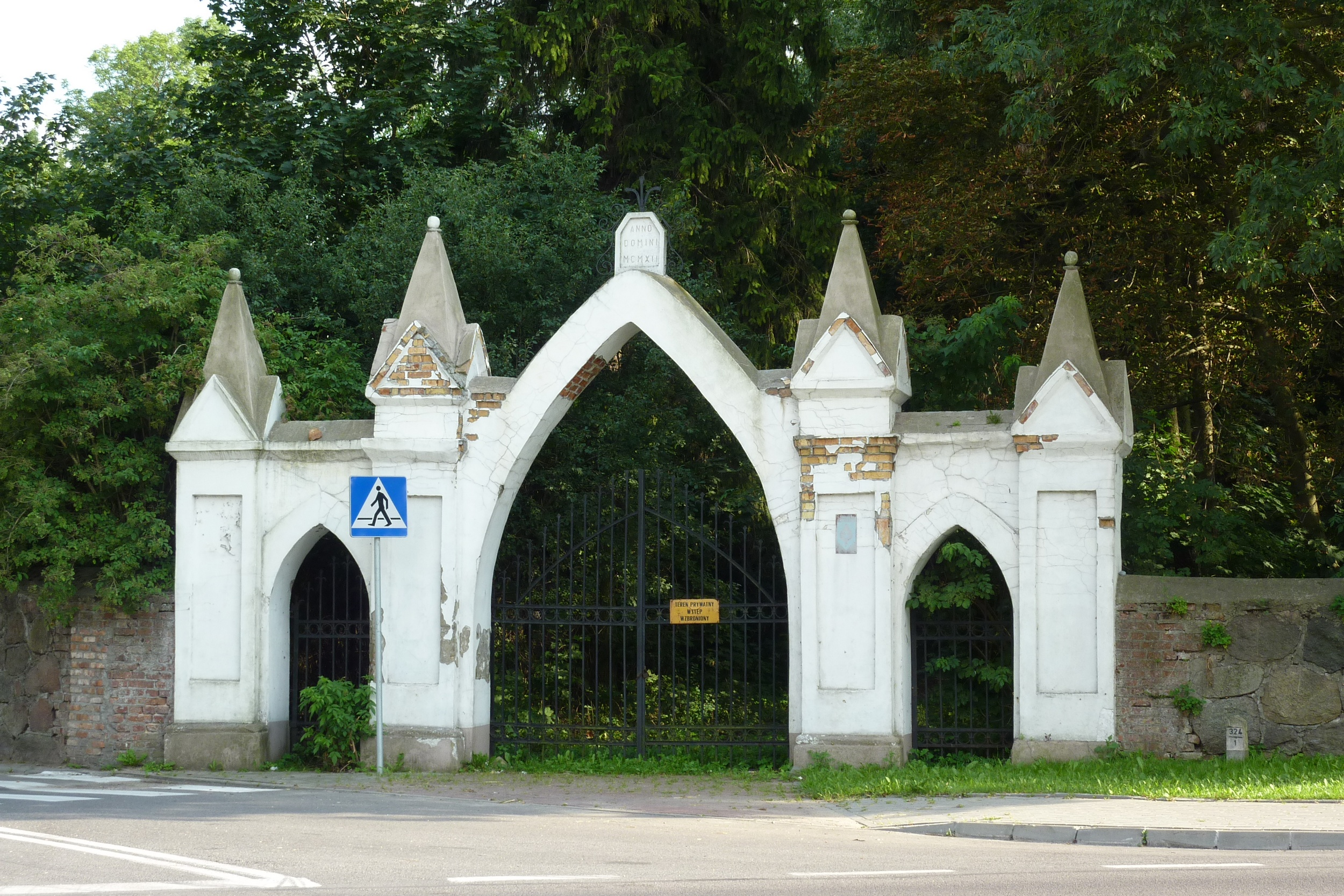
Brama do parku

## Jednostki publiczne
- posterunek policji
- jednostka ochotnicza straż pożarna
- szkoła podstawowa
- biblioteka
- GOPS

## Sport

### Kluby sportowe
- LKS Świt Staroźreby - piłka nożna (4 liga)
- Klub Karate Tsunami Staroźreby

### Obiekty sportowe
- hala sportowo-widowiskowa
- boisko Orlik 2012

## Osoby związane ze Staroźrebami
- Wojciech Staroźrebski Sobiejuski herbu Dołęga (ur. ok. 1517 roku – zm. 1 stycznia 1580 roku w Przemyślu) – kanonik płocki i włocławski, archidiakon dobrzyński i krakowski, sekretarz królewski, biskup chełmski; następnie przemyski.
- Onufry Bromirski (ur. 1740 roku w Miszewku - zm. 27.05.1834 w Warszawie) - dziedzic dóbr Staroźreby.
- Władysław Bończa-Rutkowski (ur. 18 lipca 1841 w Nowym Dworze Mazowieckim, zm. 21 sierpnia 1905 w Staroźrebach) – polski malarz-pejzażysta.
- Karol Andrzej Stadnicki herbu Szreniawa bez Krzyża (ur. 9 listopada 1885 w Radawcu, zm. 7 maja 1937) polski ziemianin, ksiądz rzymskokatolicki, historyk i działacz społeczny.
- Mariusz Unierzyski (ur. 5 marca 1974 w Płońsku) – polski piłkarz, obecnie trener i zawodnik Świtu Staroźreby.
- Emilia Mikołajewska (ur. 17 stycznia 1974 w Płocku) – polska fizjoterapeutka, doktor habilitowana, profesor Uniwersytetu Mikołaja Kopernika.
- Arkadiusz Mikołajczyk (ur. 5 lipca 1969 w Staroźrebach) - generał brygady Wojska Polskiego.

## Inne
- Do 2016 roku w Staroźrebach istniał klub Bluedisco z muzyką techno, house i electro, zaś w drugiej sali z muzyką taneczną,
- W Staroźrebach znajduje się Zgromadzenie Sióstr Pasjonistek.